# Knickebein

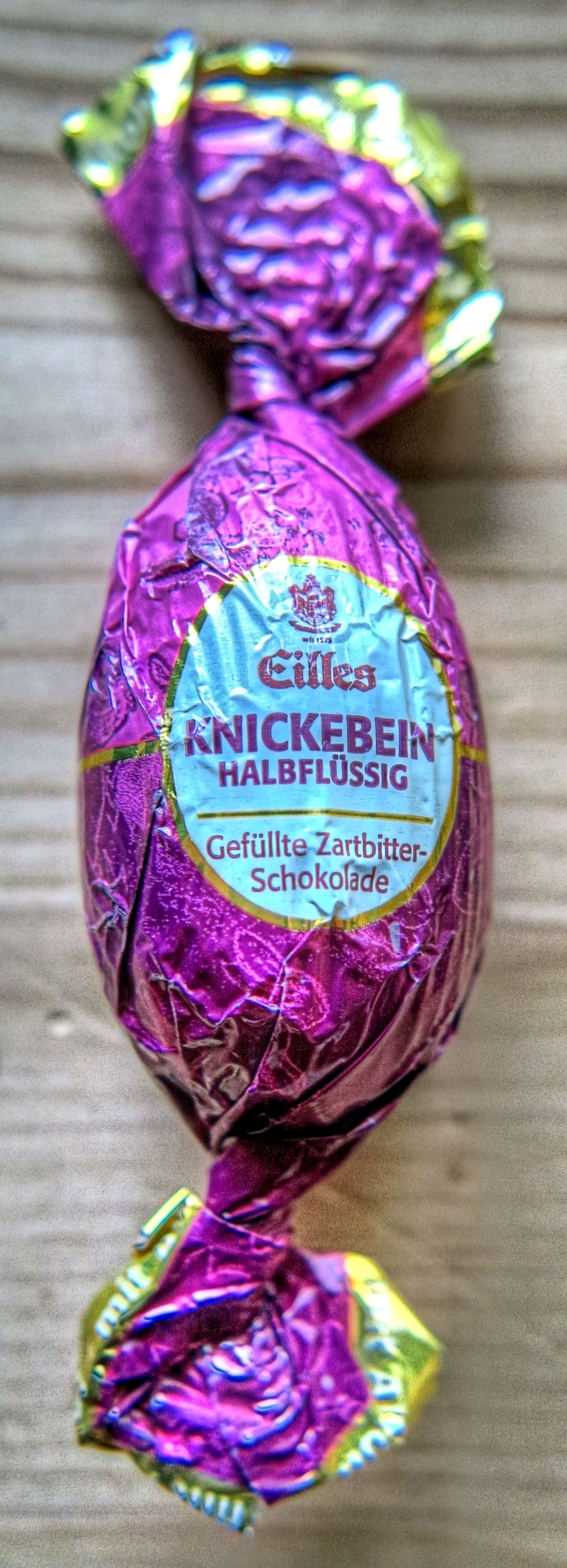
Schokoladenosterei mit Knickebeinfüllung

Knickebein ist ein Cocktail aus Likör und einem rohen Eigelb oder aus Branntwein und Eierlikör.
Knickebein wird auch eine bestimmte Art von halbflüssiger Füllung von Pralinen genannt. Eine Knickebein-Füllung besteht je zur Hälfte aus eierlikörhaltiger und fruchtsaftliköriger Fondantcreme.

## Etymologie
Zur Erklärung des Begriffs Knickebein sind verschiedene Varianten bekannt. Zum einen soll sich der Name auf einen Jenaer Studenten beziehen, der Knickebein genannt wurde. Eine andere Variante leitet sich aus der vermeintlichen Wirkung her: Nach Genuss des Getränks knicken die Beine weg. In einem Studentenlied wird der Gastwirt und Freiheitskämpfer Andreas Hofer mit dem Getränk in Verbindung gebracht. Es handelt sich um die scherzhafte Umdichtung eines älteren Liedtextes über Andreas Hofer von Max von Schenkendorf, die Verbindung des Volkshelden mit Knickebein erscheint gewollt lächerlich.
Als der Sandwirt von Passeier

Innsbruck hat im Sturm genommen

Ließ er sich ein Dutzend Eier

Und ein Dutzend Schnäpse kommen

Machte daraus eine Mischung

Trank sie aus und knickte ein

Und seit dem heißt diese Mischung

In ganz Deutschland Knickebein